# Anorexia scholastica
Ten artykuł opisuje teorie, metody lub czynności niezgodne ze współczesną wiedzą medyczną.
Anorexia scholastica – żartobliwie nazwane zaburzenie układu trawiennego, występujące u uczennic w szkołach w Wielkiej Brytanii, powodowane niedostatecznym odżywianiem. Osoby cierpiące na tę przypadłość miały doświadczać m.in. bólu głowy, neurozy, lunatyzmu, epilepsji, silnej utraty wagi, utraty moralności, śpiączki.
Po raz pierwszy zaproponował i uzasadnił jego istnienie doktor James Crichton-Browne w 1892 roku na łamach „British Medical Journal”. Termin określający przypadłość zyskał pewną popularność, o czym świadczy publikacja G. Stanleya Halla.
Anorexia scholastica jest wykorzystywana jako przykład dyskryminacji kobiet – niektóre źródła internetowe mylnie przedstawiają opisaną przez Jamesa Crichtona-Browne przypadłość jako zaburzenie psychiczne występujące jedynie u kobiet jako skutek nadmiernej edukacji. 